# 고급 데이터 연결 제어
고급 데이터 연결 제어(High-Level Data Link Control, HDLC) 또는 고수준 데이터 전송 제어는 ISO(국제 표준화 기구)에서 개발한 비트 지향 코드 투명 동기 데이터 링크 계층 프로토콜이다. HDLC의 표준은 ISO/IEC 13239:2002이다.
HDLC는 연결 지향 서비스와 비연결 서비스를 모두 제공한다.
HDLC는 원래의 마스터-슬레이브 모드인 NRM(Normal Response Mode) 및 ARM(Asynchronous Response Mode)을 통해 지점-다지점 연결에 사용할 수 있지만 현재는 거의 사용되지 않는다. 이제는 ABM(Asynchronous Balanced Mode)을 사용하여 한 장치를 다른 장치에 연결하는 데 거의 독점적으로 사용된다.

## 역사
HDLC는 IBM의 시스템 네트워크 아키텍처(SNA)용 계층 2 프로토콜인 IBM의 SDLC 프로토콜을 기반으로 한다. 이는 ITU에 의해 LAP(Link Access Procedure)로 확장 및 표준화되었으며, ANSI는 본질적으로 동일한 버전의 ADCCP를 명명했다.
HDLC 사양은 프레임 필드의 전체 의미를 지정하지 않는다. 이를 통해 완벽하게 호환되는 다른 표준이 파생될 수 있으며 이후 파생 표준이 수많은 표준에 등장했다. 이는 X.25 프로토콜 스택에 LAPB로, V.42 프로토콜에 LAPM으로, 프레임 릴레이 프로토콜 스택에 LAPF로, ISDN 프로토콜 스택에 LAPD로 채택되었다.
HDLC의 원래 ISO 표준은 다음과 같다.
- ISO 3309-1979 – 프레임 구조
- ISO 4335-1979 – 절차 요소
- ISO 6159-1980 – 불균형한 절차 클래스
- ISO 6256-1981 – 균형 잡힌 절차 클래스

현재 표준인 ISO/IEC 13239:2002는 이러한 사양을 모두 대체한다.
HDLC는 IEEE 802.2 LLC 프로토콜의 영감이었으며, 가장 일반적으로 인터넷인 WAN에 연결하기 위해 많은 서버에서 사용되는 동기 회선에서 PPP와 함께 사용되는 프레이밍 메커니즘의 기초이다.
유사한 버전이 E-carrier(E1) 및 SONET 다중 채널 전화선의 제어 채널로 사용된다. 시스코 HDLC는 낮은 수준의 HDLC 프레이밍 기술을 사용하지만 표준 HDLC 헤더에 프로토콜 필드를 추가한다.

## 같이 보기
- 점대점 프로토콜
- 직렬 회선 인터넷 프로토콜